# Donna Fargo
Donna Fargo, nome artístico de Yvonne Vaughn (nascida em 10 de novembro de 1945) é uma cantora norte-americana de country pop e compositora, mais conhecida por uma série de sucessos durante os anos 70, incluindo "The Happiest Girl In the Whole USA" e "Funny Face".

## Álbuns
- 1972 – The Happiest Girl in the Whole USA
- 1973 – My Second Album
- 1974 – All About a Feeling
- 1975 – Miss Donna Fargo
- 1975 – Whatever I Say Means I Love You
- 1976 – On the Move
- 1977 – Fargo Country
- 1977 – Shame on Me
- 1978 – Dark-Eyed Lady
- 1979 – Just For You
- 1980 – Fargo
- 1981 – Brotherly Love
- 1983 – Donna Fargo
- 1986 – Winners
- 1990 – Encore
- 1992 – Country Spotlight